# Alexander du Puy

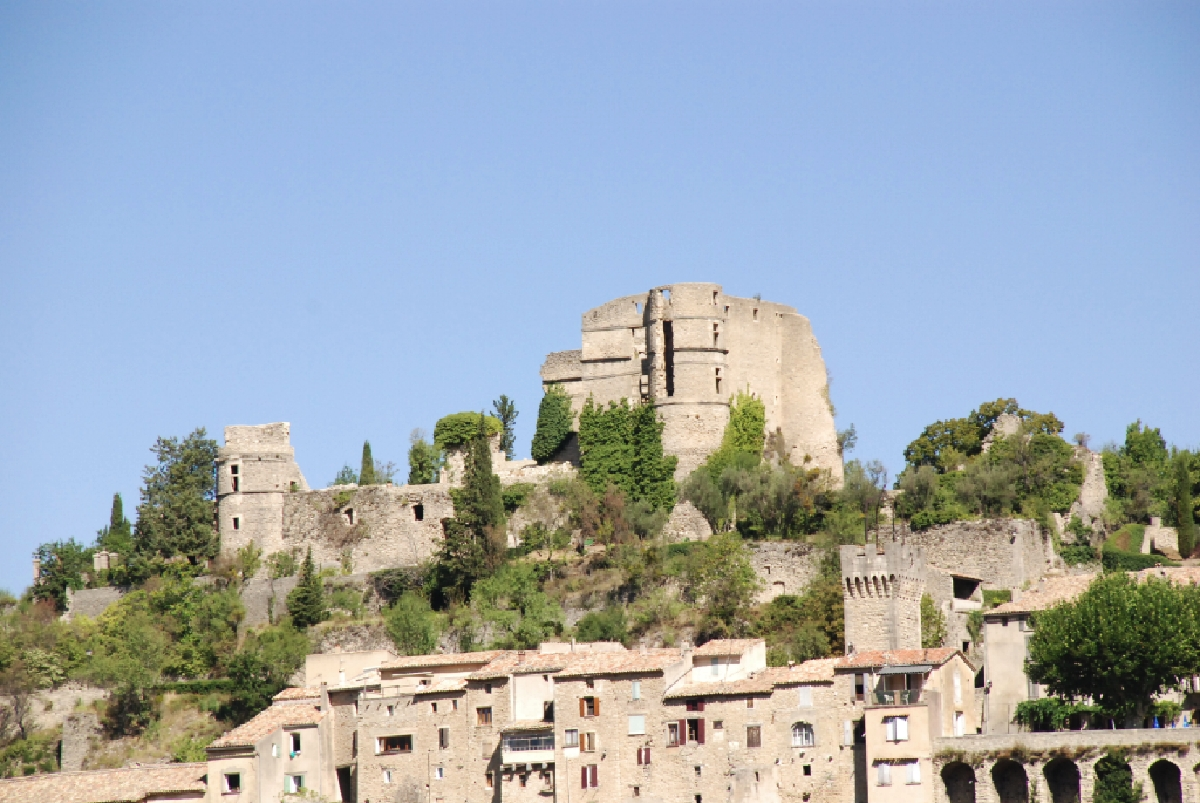
Château des Dupuy-Montbrun

Alexander du Puy soms Saint-André-Montbrun of kortweg Montbrun genoemd (Montbrun-les-Bains, 1600 - 1 augustus 1673) was vijftig jaar lang militair. Hij stamde uit een protestantse familie, afkomstig uit de Dauphiné. Hij diende in verschillende legers en maakte zich beroemd bij de verdediging van Candia op Kreta, de langste belegering ooit in de geschiedenis.

## Voorgeslacht
Zijn overgrootvader was gouverneur van Marseille; zijn grootvader Charles du Puy, regionaal protestants leider werd op 4 juli 1575 onthoofd, nadat hij tijdens de Hugenotenoorlogen overal in de Dauphiné katholieke kerken en gebouwen had verwoest. In mei of juni 1575 was hij betrokken bij een slag voor Châtillon-en-Diois. Hij brak zijn heup bij de brug van Mirabel-et-Blacons toen hij met zijn paard in een vijver sprong. Hij is gevangengezet in Crest. Zijn kasteel werd verwoest in opdracht van het Parlement van Grenoble. Zijn kinderen werden "ontadeld".
Diens zoon Jean Alleman du Puy-Montbrun (1568-1634) schijnt rond 1606 in ere te zijn hersteld en in 1612 tot staatsraad benoemd. Hij stond op goede voet met de koninklijke familie. In 1620 werd hij markies van Saint-André, Montbrun en Ferrassières, gelegen aan de voet van de Mont Ventoux. Zijn zoon Alexander werd als 7-jarig kind page van de kroonprins Lodewijk XIII, maar het leven aan het hof beviel hem niet. Zijn broer was Renè du Puy-Montbrun, seigneur de Villefranche et de la Joncherè.

## Biografie

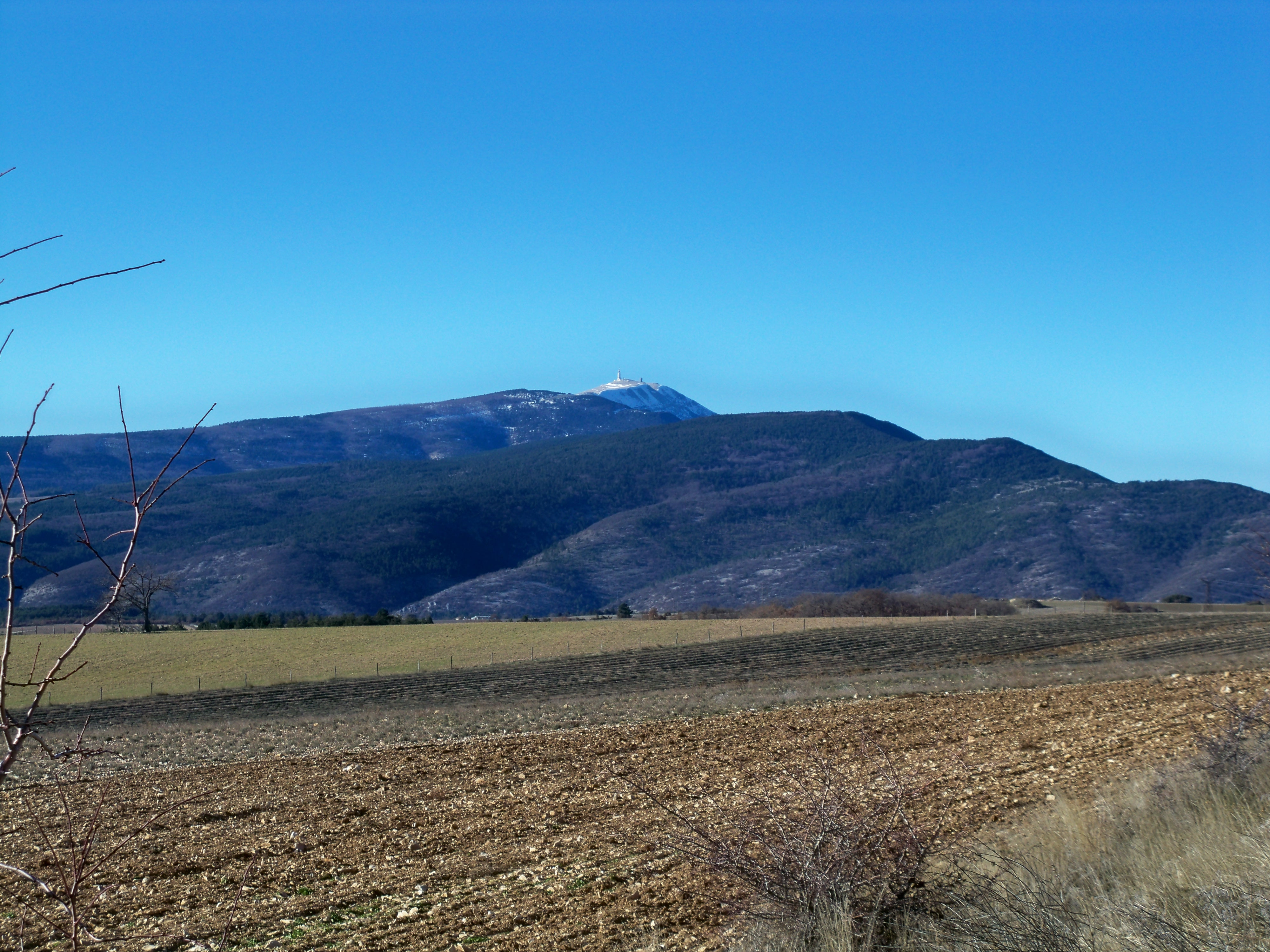
Mont Ventoux vanaf Ferrassières

In 1614 nam Alexander in Piëmont deel aan de strijd tussen de Spaanse kroon en het hertogdom Savoye. In 1621 was hij gouverneur van de stad Montauban en verantwoordelijk voor de vestingwerken; de stad was een centrum van de hugenootse opstand, aangevoerd door Henri de Rohan. Krachtens het Edict van Beaulieu en van Nantes hadden Henrik III en Hendrik IV van Frankrijk aan de protestanten verschillende garnizoensteden in het zuiden toegekend. Richelieu begreep dat zij een gevaar voor Frankrijk betekenden, omdat zij de koning het hoofd durfden bieden. 

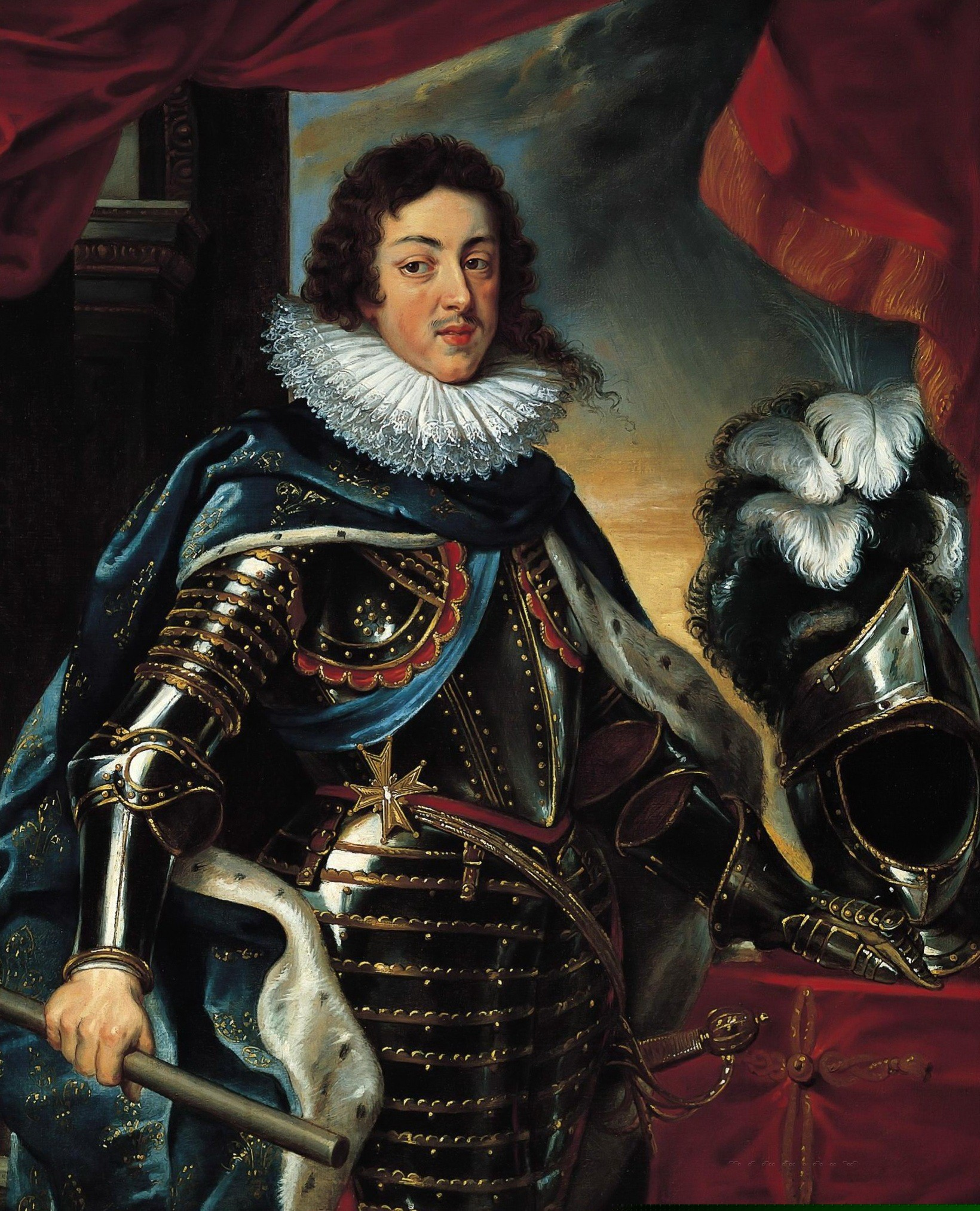
Lodewijk XIII in harnas

In 1628 was Du Puy betrokken bij de verdediging van Privas, in het hart van de Ardèche, dat na een belegering van twaalf dagen werd ingenomen en verwoest. Hij werd gevangengenomen door Kardinaal de Richelieu maar slaagde (met behulp van Lodewijk van Bourbon-Soissons) te ontkomen naar Italië. Daar was hij betrokken bij de Mantuaanse Successieoorlog na de dood van Vincenzo II Gonzaga en het omstreden Valtellina.
In 1631 nam hij met zijn broer dienst van het leger van Gustaaf II Adolf van Zweden en werd gouverneur van Pommeren na een gewonnen slag tegen Johan 't Serclaes van Tilly, die de keizerlijke troepen aanvoerde.  Hij raakte gewond in de Slag bij Neurenberg (1632) en verbleef wekenlang in Naumburg of Torgau. Na de dood van de Zweedse koning ging hij over naar het leger van hertog Bernhard van Saksen-Weimar. Du Puy werd gevangengenomen door Albrecht von Wallenstein en drie jaar opgesloten in Lindau. In 1636 keerde hij terug naar Frankrijk na een gevangenenruil.
In 1638 vocht hij in de Piëmont en in het hertogdom Savoye toen Spanje het land binnen viel. Du Puy werd in 1640 opnieuw gevangengenomen. In 1642 kwam hij weer vrij, maar verbleef op verzoek van Thomas Frans van Savoye-Carignano jarenlang in Turijn.  Du Puy werd in 1652 naar Catalonië gezonden; Roussillon kwam onder Frankrijk en viel niet langer onder het Koninkrijk Aragon. Na zijn terugkeer weigerde Kardinaal Mazarin hem de maarschalktitel omdat Du Puy bleef vasthouden aan zijn geloof. Du Puy bleef in Turijn. en deed het markiezaat over aan zijn neef , evenals het gouverneurschap over Nivernais rond 1658.  De ambassadeur vroeg hem in dat jaar om naar Candia te gaan. Du Puy had geen zin en beval een ander aan. Mazarin kocht het hertogdom van Nevers, maar stierf twee jaar later. Du Puy trok zich terug op La Nocle.

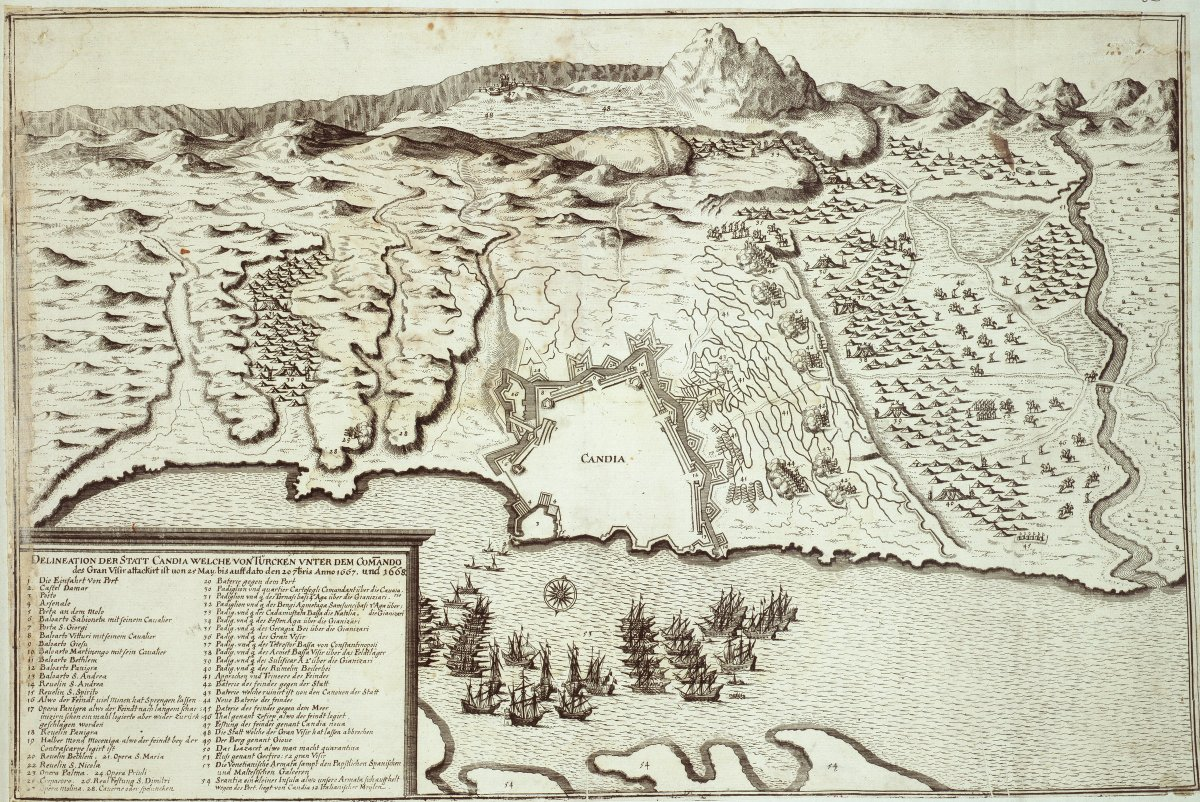
De belegering van Candia

Du Puy diende opnieuw de Republiek Venetië toen hij voor de tweede keer te hulp werd geroepen bij de verdediging van Candia, dat al twintig jaar werd belegerd door de Turken onder leiding van of in opdracht van Köprülü Fazıl Ahmet Pasja. Op 21 juni 1668 kwam hij aan. In september werd hij door Francesco Morosini betrokken bij de verdediging van Iraklion tegen de aanvallen van het Ottomaanse Rijk. In 1670, na een korte Poolse veldtocht in de strijd tegen (?) Michaël Korybut Wiśniowiecki, trok hij zich definitief terug op La Nocle.

## Huwelijk en kinderen
Alexander du Puy trouwde in 1641 met Louise Madeleine de la Fin Salin (1609-1693). Via zijn vrouw werd hij heer van La Nocle-Maulaix en Saint-Maurice (Nièvre) en baron van Ternant. Het echtpaar had twee dochters, waaronder Marguérite, de echtgenote van Cornelis van Aerssen van Sommelsdijck.